# Яворовецька сільська рада
Яворове́цька сільська́ ра́да — адміністративно-територіальна одиниця та орган місцевого самоврядування у Красилівському районі Хмельницької області. Адміністративний центр — село Яворівці.

## Загальні відомості
- Населення ради: 1 346 осіб (станом на 2001 рік)

## Населені пункти
Сільській раді підпорядковані населені пункти:
- с. Яворівці
- с. Слобідка-Красилівська

## Склад ради
Рада складається з 18 депутатів та голови.
- Голова ради: Дзюбак Анатолій Михайлович
- Секретар ради: Михайленко Валентина Олексіївна

### Керівний склад попередніх скликань
| Прізвище, ім'я, по батькові | Основні відомості                                                                       | Дата обрання | Дата звільнення |
| --------------------------- | --------------------------------------------------------------------------------------- | ------------ | --------------- |
| Дзюбак Анатолій Михайлович  | Сільський голова, 1960 року народження, освіта середня спеціальна, безпартійний         | 26.03.2006   | 31.10.2010      |
| Дзюбак Анатолій Михайлович  | Сільський голова, 1960 року народження, освіта середня спеціальна, член Партії регіонів | 31.10.2010   |                 |

Примітка: таблиця складена за даними сайту Верховної Ради України

### Депутати
За результатами місцевих виборів 2010 року депутатами ради стали:

#### За суб'єктами висування
| Суб'єкт висування           | Кількість обраних депутатів | %    |
| --------------------------- | --------------------------- | ---- |
| Самовисування               | 9                           | 50   |
| Партія регіонів             | 4                           | 22,2 |
| Комуністична партія України | 2                           | 11,1 |
| Народна партія              | 2                           | 11,1 |
| Партія «Демократичний Союз» | 1                           | 5,6  |

#### За округами
| № округу                    | Прізвище, ім'я, по батькові     | Дата визнання обраним | Освіта             | Партійна приналежність | Відомості про обраного депутата                        |
| --------------------------- | ------------------------------- | --------------------- | ------------------ | ---------------------- | ------------------------------------------------------ |
| Комуністична партія України |                                 |                       |                    |                        |                                                        |
| 5                           | Бездальчук Лариса Василівна     | 04.11.2010            | середня            | позапартійна           | відділ зв'язку, листоноша                              |
| 15                          | Цибун Іван Іванович             | 04.11.2010            | середня            | позапартійний          | тимчасово не працює                                    |
| Народна Партія              |                                 |                       |                    |                        |                                                        |
| 3                           | Киданчук Петро Степанович       | 04.11.2010            | середня            | позапартійний          | приватне підприємство                                  |
| 17                          | Хворостовський Микола Антонович | 04.11.2010            | середня спеціальна | позапартійний          | тимчасово не працює                                    |
| Партія «Демократичний Союз» |                                 |                       |                    |                        |                                                        |
| 1                           | Ткачук Тарас Іванович           | 04.11.2010            | середня            | позапартійний          | дитсадок, охоронець                                    |
| Партія регіонів             |                                 |                       |                    |                        |                                                        |
| 2                           | Лаврик Явдокія Петрівна         | 04.11.2010            | середня спеціальна | позапартійна           | будинок культури, зав.бібліотекою                      |
| 9                           | Огороднік Валентина Сергіївна   | 04.11.2010            | вища               | позапартійна           | Яворовецька загальноосвітня школа, вчитель             |
| 10                          | Ружицька Наталія Андріївна      | 04.11.2010            | вища               | позапартійна           | Слобідсько-Красилівська загальноосвітня школа, вчитель |
| 18                          | Корольчук Володимир Родіонович  | 04.11.2010            | вища               | позапартійний          | пенсіонер                                              |
| Самовисування               |                                 |                       |                    |                        |                                                        |
| 4                           | Петровська Неля Станіславівна   | 04.11.2010            | середня спеціальна | позапартійна           | тимчасово не працює                                    |
| 6                           | Булабчиков Олександр Васильович | 04.11.2010            | середня спеціальна | позапартійний          | ферм.госп-во «Гарник», голова гос-ва                   |
| 7                           | Самсотюк Олександр Васильович   | 04.11.2010            | середня спеціальна | позапартійний          | Красилівський Агрегатний завод, токар                  |
| 8                           | Огороднік Вадим Вадимович       | 04.11.2010            | вища               | позапартійний          | машзавод, нач. відділу постачання                      |
| 11                          | Дереновська Ніна Леонідівна     | 04.11.2010            | середня спеціальна | позапартійна           | пенсіонер                                              |
| 12                          | Михайленко Валентина Олексіївна | 04.11.2010            | вища               | позапартійна           | сільська рада, секретар                                |
| 13                          | Петрова Лідія Сергіївна         | 04.11.2010            | середня спеціальна | позапартійна           | пенсіонер                                              |
| 14                          | Дударчук Людмила Антонівна      | 04.11.2010            | середня            | позапартійна           | пенсіонер                                              |
| 16                          | Куца Милослава Володимирівна    | 04.11.2010            | середня            | позапартійна           | тимчасово не працює                                    |